# Kurusu Saburō

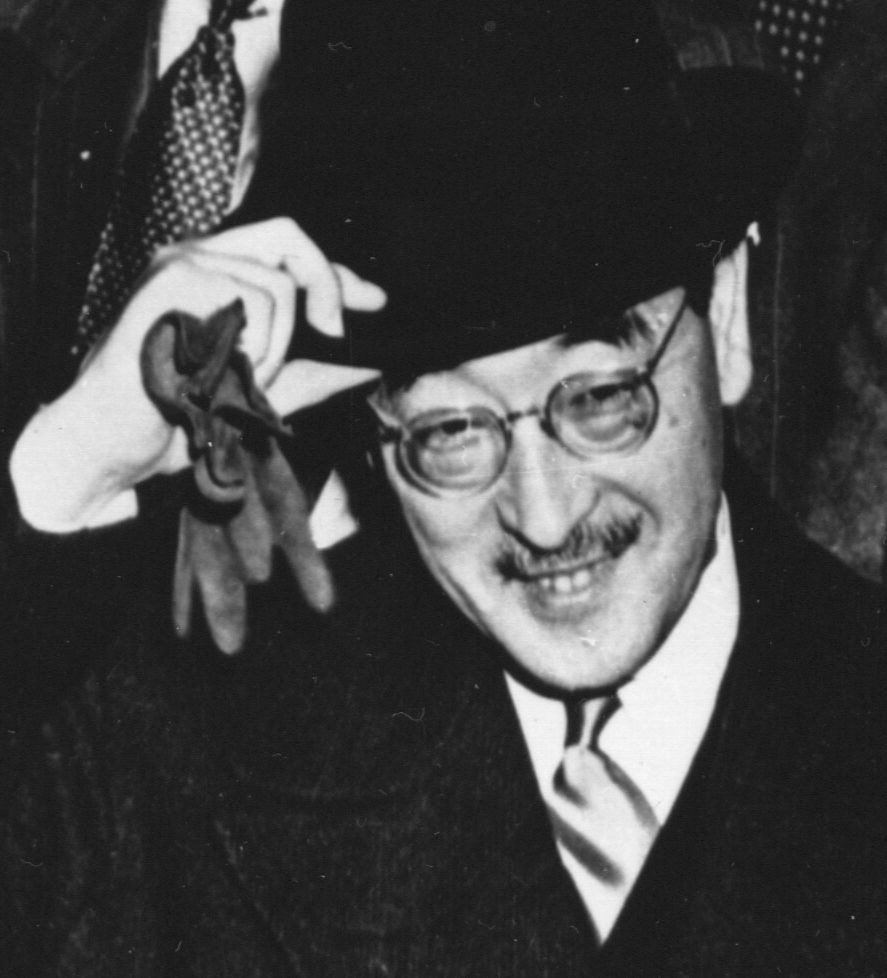
Kurusu Saburō (1941)

Kurusu Saburō (jap. 来栖 三郎; * 6. März 1886 in der Präfektur Kanagawa; † 7. April 1954 in Tokio) war ein japanischer Diplomat. Ab 1939 war er japanischer Botschafter in Deutschland und unterzeichnete in dieser Funktion 1940 den Dreimächtepakt. 1941 wurde er als Sonderbotschafter nach Washington, D.C. gesandt und führte zusammen mit Nomura Kichisaburō bis zum Angriff auf Pearl Harbor im Dezember 1941 letzte Verhandlungen mit den USA.

## Leben
Kurusu studierte Jura an der Hitotsubashi-Universität. Nach dem Examen besuchte er die Höhere Konsularschule in Tokio und trat 1910 in den auswärtigen Dienst Japans ein. 1913 wurde er erstmals ins Ausland entsandt und arbeitete als Konsul in Chicago. Dort lernte er die Amerikanerin Alice Jay Little (1891–1973) kennen, die er 1914 heiratete. Alice Kurusu nahm die japanische Staatsbürgerschaft an, aus der Ehe gingen drei Kinder hervor, zwei Töchter und ein Sohn. 1921 wurde Kurusu als Konsul nach Manila versetzt, 1922 als 1. Sekretär an die japanische Gesandtschaft in Chile, anschließend dann in Griechenland. 1925 wurde Kurusu zum 1. Botschaftssekretär an der japanischen Botschaft in Rom ernannt. Von 1927 bis 1931 war er Generalkonsul in Hamburg. Nach einer Zwischenstation als außerordentlicher Gesandter in Peru wurde Kurusu 1932 nach Tokio zurückberufen, wo er zum Direktor der Handelsabteilung des Außenministeriums ernannt wurde. Im Juli 1936 wurde er japanischer Botschafter in Brüssel. Bei Kriegsausbruch im September wurde er 1939 abberufen und kehrte nach Tokio zurück.

### Als Botschafter in Berlin (1939–1941)

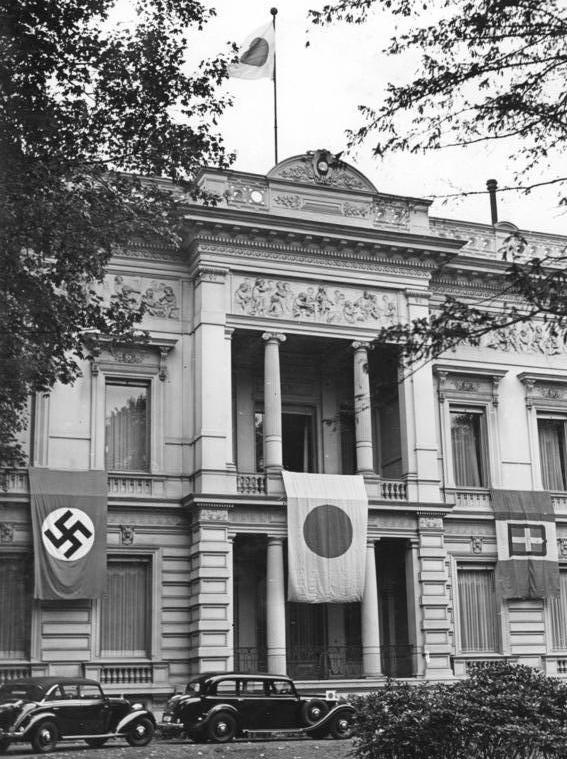
Die japanische Botschaft in Berlin mit den Flaggen der Unterzeichner des Dreimächtepaktes (1940)

Im Dezember 1939 wurde Kurusu auf den Botschafterposten nach Berlin entsandt. Im Mai und Juni 1940 zwang die Wehrmacht im Westfeldzug binnen kürzester Zeit Frankreich, Belgien und die Niederlande zur Kapitulation und vertrieb die Britischen Streitkräfte vom Kontinent. Dieser von kaum einem Beobachter erwartete Verlauf veränderte auch die außenpolitische Einschätzung Japans. Die Kolonialmächte Niederlande und Frankreich waren geschlagen, ihre Kolonien im Fernen Osten (Niederländisch-Indien und Französisch-Indochina) schienen den Japanern in den Schoß zu fallen. Zur Untermalung dieser Ansprüche verstärkte das japanische Außenministerium die Propaganda zur Etablierung einer Groß-Ostasiatischen Wohlstandssphäre. Diese Propaganda richtete sich einerseits an die Länder Asiens, die noch unter der Kolonialherrschaft standen – hier insbesondere Indien. Andererseits richtete sich die Propaganda auch in Richtung Deutschlands, denn die japanische Führung befürchtete den deutschen Griff nach den französischen und niederländischen Kolonien und wollte diese Gebiete als Interessensphäre abstecken.
Am 1. August 1940 bot Außenminister Matsuoka in einer Rede allen Ländern die Kooperation an, welche den „neuen Machtzustand in Ostasien verstehen“ [und akzeptieren] würden. Dies war ein klares Angebot an Deutschland. Am 7. August 1940 traf sich Kurusu mit Außenminister Ribbentrop und dessen Staatssekretär Weizsäcker und erläuterte das japanische Konzept der Groß-Ostasiatischen Wohlstandssphäre näher, die Groß-Ostasien und den Südpazifik umfassen sollte. In dieser Sphäre sollte Japan das politische und militärische Primat haben, wozu die Zustimmung Deutschlands erforderlich sei. Am 22. August 1940 traf sich Kurusu mit Ministerialdirektor Emil Wiehl, Leiter der Handelspolitischen Abteilung im Außenministerium, und teilte ihm mit, dass sich Deutschlands Interessen in Niederländisch-Indien aus Sicht Japans auf Wirtschaftliches beschränken sollte. Diese Absprachen kulminierten schließlich im Dreimächtepakt, den Kurusu am 27. September 1940 zusammen mit Ribbentrop und dem italienischen Außenminister Ciano in der Reichskanzlei unterschrieb. Auch die Folgebeitritte weiterer Länder zum Dreimächtepakt unterzeichnete Kurusu für Japan.
Anfang 1941 trat Kurusu als Botschafter zurück. In seinen Memoiren gibt Kurusu als Grund für den Rücktritt seinen Widerwillen gegen den Dreimächtepakt an. Ausschlaggebend wird wohl gewesen sein, dass Kurusu bei der eigentlichen Ausarbeitung des Paktes kaltgestellt wurde. Die Verhandlungen zwischen Deutschland und Japan wurden ausschließlich in Tokio von den deutschen Diplomaten Heinrich Stahmer und Eugen Ott mit Außenminister Matsuoka geführt. Nachdem Kurusus Rücktrittsgesuch angenommen worden war, kehrte er im Frühjahr 1941 über die USA nach Japan zurück. Dabei traf er in Washington seinen Freund Nomura.

### Als Sondergesandter in Washington (1941)

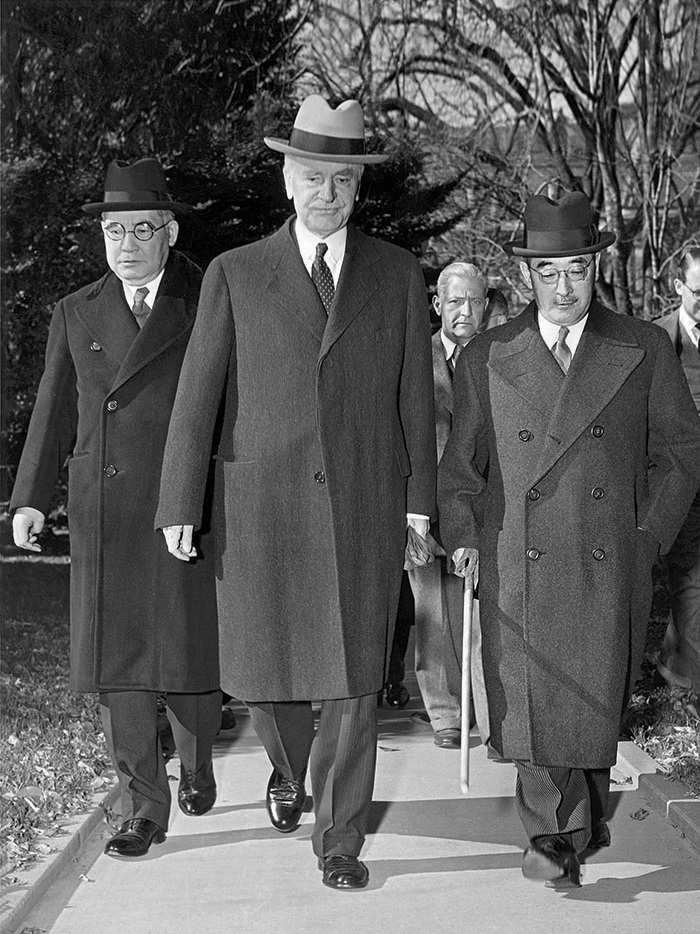
Außenminister Cordell Hull (Mitte) begleitet Nomura Kichisaburō (links) und Kurusu Saburō (rechts) zu einem Treffen mit Präsident Roosevelt (17. November 1941).

Als Reaktion auf die Aggressionen gegen China und die Besetzung von Französisch-Indochina verhängten die USA im Oktober 1940 ein Embargo, das die Einfuhr von Öl und Schrott nach Japan stark drosselte. (Siehe dort.) 
Im Sommer 1941 stockten die Verhandlungen zwischen den USA und Japan. Der japanische Botschafter in den USA, Admiral Nomura Kichisaburō, bat das japanische Außenministerium am 4. August 1941 um Verstärkung durch „jemanden wie Kurusu“, um die Verhandlung wieder in Gang zu bringen. Daraufhin wurde Kurusu selbst zum Sondergesandten ernannt. Premierminister Tōjō beauftragte Kurusu vor dessen Abfahrt, einen Kompromiss mit den USA zu finden, für den es nur eine Bedingung geben sollte – ein Rückzug der japanischen Truppen aus China sei ausgeschlossen. Tōjō schätze die Erfolgsaussicht für eine Einigung auf 30 %.
Kurusu traf am 15. November 1941 in Washington, D.C. ein. In den folgenden drei Wochen gab es laufende Verhandlungen von Kurusu und Nomura mit Cordell Hull. Am 17. November 1941 kam es zum ersten Treffen mit Präsident Roosevelt in Gegenwart von Hull. Am 20. November 1941 präsentierte Kurusu den japanischen Vorschlag, der die Einstellung der amerikanischen Hilfe für China und die Wiederaufnahme der seit Dezember 1939 eingefrorenen Handelsbeziehungen zwischen den USA und Japan beinhaltete. Dies lehnte die amerikanische Führung am 26. November 1941 mit der Hull-Note ab. Am 28. November schickte das japanische Außenministerium ein Telegramm an Nomura und Kurusu: Die Hull-Note war abgelehnt. Während der drei Wochen zwischen seiner Ankunft in Washington und dem Kriegsbeginn verfolgte Kurusu als letzte Hoffnung zur Erhaltung des Friedens den Plan, einen direkten Kanal zur Verständigung zwischen Roosevelt und Kaiser Hirohito aufzubauen, unter Umgehung des Kriegskabinetts in Tokio. Dazu schaltete Kurusu den Prediger E. Stanley Jones und den Finanzier Bernard Baruch ein, beide mit Zugang zu Roosevelt. Am Nachmittag des 7. Dezember 1941 übergab Kurusu die Antwort der japanischen Regierung, mit der das Scheitern der Verhandlungen konstatiert wurde. Zu diesem Zeitpunkt griffen japanische Marineflieger und Bomber bereits Pearl Harbor an.

### Rückkehr nach Japan und Nachkriegszeit (1942–1954)

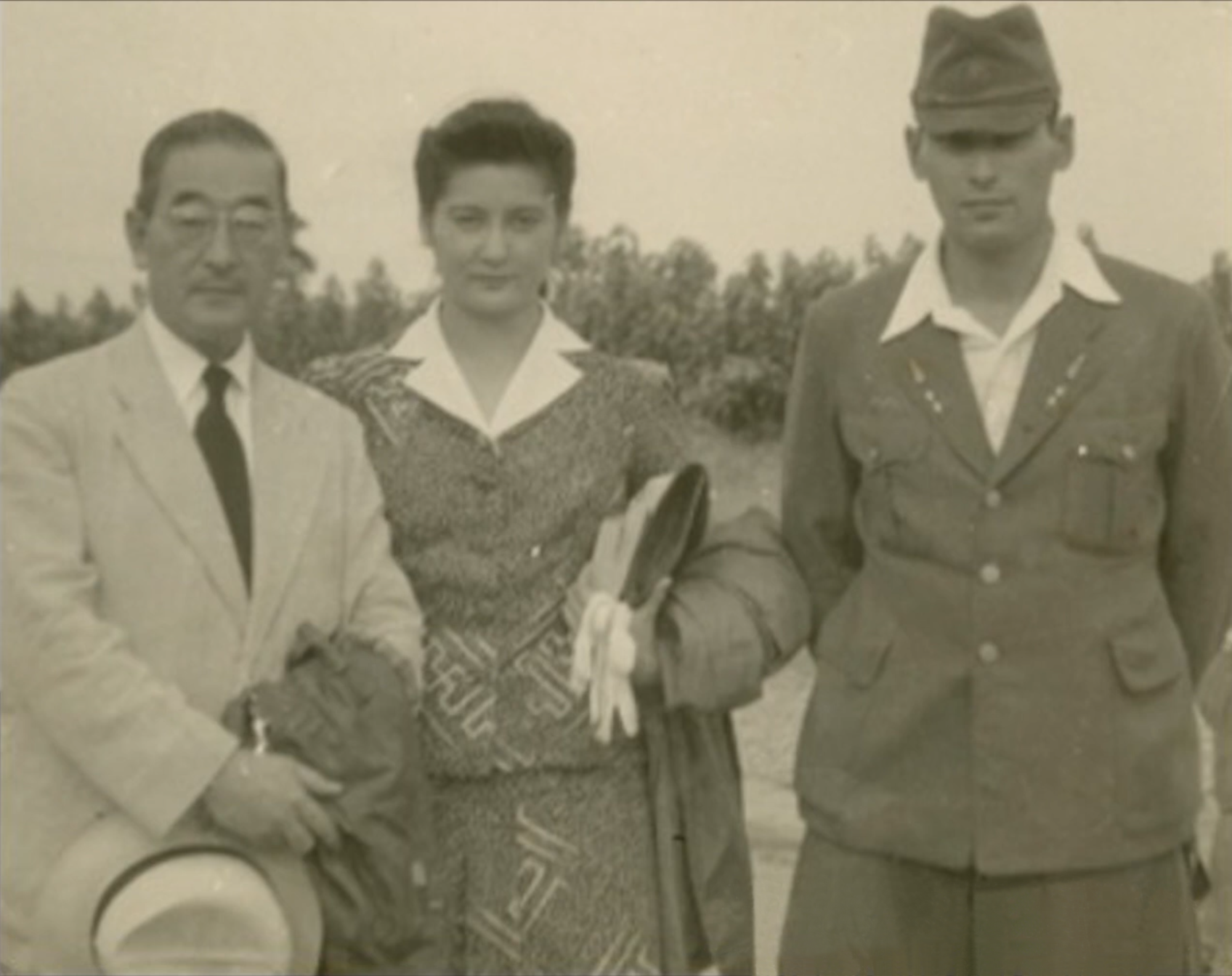
Kurusu mit seiner Frau Alice und seinem Sohn Ryo (um 1941)

Im Dezember 1941 wurde Kurusu mit seiner Familie interniert, so wie hunderte anderer Diplomaten, Wirtschaftsvertreter und hochrangiger Vertreter der Achsenmächte in den USA. Zuerst wurden die Japaner im Luxushotel Homestead in Hot Springs, Virginia untergebracht, ab Frühling 1942 dann im Greenbrier in White Sulphur Springs, West Virginia. Im Juni 1942 wurde Kurusu mit seiner Familie zusammen mit anderen japanischen Internierten auf der schwedischen MS Gripsholm in das neutrale Lourenço Marques (heute Maputo) gebracht, damals eine portugiesische Kolonie. Dort wurden die etwa 1.500 Japaner gegen die gleiche Zahl internierter Amerikaner getauscht und dann auf der Asama Maru nach Japan gebracht.
Nachdem das Haus der Familie in Tokio durch einen amerikanischen Luftangriff niedergebrannt war, zog Kurusu mit seiner Frau in das Sommerhaus in Karuizawa, wo er bis zu seinem Tod lebte. Ihr gemeinsamer Sohn Ryō Kurusu (1919–1945) war Pilot der japanischen Luftwaffe und starb im Februar 1945 bei einem Unfall auf dem Rollfeld. Die jüngere Tochter Teru „Pia“ Kurusu (* 1926) heiratete 1947 einen amerikanischen Offizier, den sie als Besatzungssoldat kennengelernt hatte. Die ältere Tochter Jaye Kurusu (1915–1999) heiratete 1948 ebenfalls einen amerikanischen Offizier, Leutnant William J. Maddox Jr (später Generalmajor). Die Einreise in die USA wurde Jaye Kurusu Maddox 1950 erst verweigert. Nach einer Eingabe ihrer Schwiegermutter an Senator Irving Ives, unterstützt von einem Empfehlungsschreiben des ehemaligen Botschafters und Freunds der Familie Joseph Grew, erließ der US-Kongress 1950 speziell für die Einbürgerung von Jaye Kurusu Maddox ein Gesetz.
Bei der Vorbereitung der Tokioter Prozesse wurde die Beteiligung von Kurusu an der Vorbereitung eines Angriffskriegs untersucht, er wurde aber nicht angeklagt. Nach 1946 war er Gastprofessor an der Universität Tokio. Im Herbst 1947 wurde Kurusu per Dekret der amerikanischen Besatzungsmacht aus dem Regierungs- und Beamtendienst ausgeschlossen, zusammen mit mehr als 200.000 anderen japanischen Bürokraten, hohen Offizieren, Ultra-Nationalisten und Geschäftsleuten. Kurusu legte viermal ohne Erfolg Einspruch gegen diesen Ausschluss ein, der erst im März 1952 mit dem Ende der Besatzungszeit aufgehoben wurde – so wie für alle der noch Betroffenen. Zu diesem Zeitpunkt war Kurusu jedoch durch einen Herzinfarkt nicht mehr arbeitsfähig und kehrte nicht mehr in den diplomatischen Dienst zurück. 1952 verfasste Kurusu seine Memoiren. Bis ans Ende seines Lebens beteuerte Kurusu, dass er während seiner diplomatischen Mission in Washington nichts von den japanischen Angriffsplänen gegen Pearl Harbor gewusst habe.

## Rezeption
Nomura und Kurusu waren in den USA vom Beginn des Krieges an verhasst. Sie galten als Archetyp des „heimtückischen Japaners“, der nur zum Schein Friedensverhandlungen führte. Eleanor Roosevelt bezeichnete Kurusu als „nasty little Jap“, der mit ihrem Ehemann redete, während japanische Kampfflugzeuge bereits Honolulu und Manila angriffen. Der Roosevelt-Berater Sumner Welles nannte Kurusu 1944 in einem Buch einen „schmierigen Typen“ („his oily manner“), der nach Washington geschickt worden sei, so wie man eine „Ziege an einen Pfahl bindet – um den Tiger in die Falle zu locken“. Kurusu habe laut Sumner nie eine überzeugende Begründung für seine plötzliche Entsendung an die Seite von Nomura vorgebracht, eine solche Begründung existiere auch nicht. Die ganze Mission sei nur Täuschung gewesen – um die Amerikaner in Sicherheit zu wiegen und Zeit für den Truppenaufmarsch zu gewinnen.
Das Bild von Kurusu in der amerikanischen Öffentlichkeit änderte sich auch nach Kriegsende nicht. Nach Kurusus Memoiren konfrontierte ihn der Chefankläger der Tokioter Prozesse Joseph B. Keenan im August 1945 mit der folgenden Einschätzung: „Der Name, den das amerikanische Volk in Verbindung mit diesem Krieg nicht vergessen kann, lautet weder Tōgō [Außenminister] noch Tōjō [Premierminister], er lautet Kurusu.“ In den amerikanischen und britischen Medien wurde Kurusu in der unmittelbaren Nachkriegszeit als „Diplomaten-Judas“ und „einer der meistgehassten Männer in Amerika“ bezeichnet. Außenminister Hull schrieb 1948 in seinen Memoiren:

“Neither his appearance nor his attitude commanded confidence or respect. […] I felt from the start that Kurusu was deceitful. […] It did not seem possible to me that Kurusu, when he left Japan, did not know the plan of his Government and the role he was intended to fill.”

„Weder sein Äußeres noch seine Haltung erzeugten Vertrauen oder Respekt. […] Ich hatte von Anfang an das Gefühl, dass Kurusu heimtückisch handelte. […] Es schien mir nicht vorstellbar, dass Kurusu den Plan seiner Regierung und die Rolle, die er darin spielen sollte, nicht kannte, als er Japan verließ.“

Zu den wenigen Verteidigern von Kurusu direkt nach Kriegsende gehörte Joseph Grew, ehemals amerikanischer Botschafter in Japan. Kurusu wandte sich 1946 mit einem Brief an Grew, den er zuletzt 1942 während des Austauschs der Internierten in Lourenço Marques aus der Ferne gesehen hatte. Grew versicherte Kurusu in seinem Antwortschreiben, dass er nie Zweifel daran gehabt hätte, dass Nomura und Kurusu ihr Bestes taten, den Frieden zu bewahren. Grew und seine amerikanischen Kollegen im diplomatischen Dienst hätten nie an das Bild des „heimtückischen Botschafters“ geglaubt, der ihr „Vertrauen mit Verrat und Verachtung belohnte“. Stattdessen stünde seine „Integrität und Aufrichtigkeit außer Frage“.
Die öffentliche Meinung der westlichen Welt in der Nachkriegszeit wurde durch diese private Korrespondenz nicht beeinflusst. 1954 hieß es im Nachruf auf Kurusu in der britischen Times, dass die Frage, ob und wann Kurusu vom Angriff auf Pearl Harbor gewusst habe, nebensächlich sei – entscheidend sei die Wirkung. Kurusus Mission nach Washington habe das Überraschungsmoment der Japaner in diesem kritischen Moment verstärkt, indem der amerikanischen Seite Sand in die Augen gestreut wurde.
Im Kriegsfilm Tora! Tora! Tora! von 1970 spielte Hisao Toake die Rolle von Kurusu Saburō. 1982 erschien in Japan ein historischer Roman von Otohiko Kaga, der das Schicksal von Kurusu Saburō („Saburo Kurushima“), seiner Frau („Alice Kurushima“) und ihrem Sohn Ryō („Ken“) im Stil von Herman Wouk darstellte. 2002 wurde der Roman in englischer Übersetzung veröffentlicht, wenn auch im Nachkriegs-Teil stark gekürzt.
2016 erschienen die Memoiren von Kurusu auf Englisch, die Übersetzung hatte Kurusu selbst zu Lebzeiten angefertigt. Diese Publikation sorgte nicht für eine grundlegende Neueinschätzung der Rolle Kurusus. Schon in den Dekaden vorher hatten Historiker Kurusu vom Vorwurf der Hinterhältigkeit „mehr oder weniger entlastet“. Neu war hingegen die Erkenntnis über den Versuch Kurusus, hinter den Kulissen einen direkten Kanal der Verständigung zwischen Roosevelt und Hirohito aufzubauen. Letztlich erreichte Kurusu dieses Ziel, aber zu spät: Am 6. Dezember 1941 schickte Roosevelt schließlich ein persönliches Telegramm an Hirohito, doch die Maschinerie des japanischen Angriffs war schon in Bewegung.